# ایستگاه بابک
ایستگاه بابک، روستایی از توابع بخش مرکزی شهرستان هشترود در استان آذربایجان شرقی ایران است.

## خط راه‌آهن
- خط راه‌آهن تهران-تبریز

## جمعیت
این روستا در دهستان علی‌آباد قرار دارد و براساس سرشماری مرکز آمار ایران در سال ۱۳۸۵، جمعیت آن ۹۸ نفر (۱۹خانوار) بوده‌است.